# Paloma (telenovela colombiana)
Paloma fue una telenovela colombiana producida por Jorge Barón Televisión y emitida por la Cadena Uno de Inravisión entre los años 1994 y 1995. 
Es una versión de la telenovela venezolana Emilia, realizada en 1979 por Venevisión, la cual estaba basada en la radionovela "Tu mundo y el mío", historia original de la escritora cubana Delia Fiallo.
Estuvo protagonizada por la actriz retirada Nelly Moreno y el actor Edmundo Troya, con las actuaciones antagónicas de Ana Bolena Meza, Sandra Eichler y José Rojas. Con las actuaciones estelares de los primeros actores María Eugenia Dávila, Carlos Barbosa y Samara de Córdova. También contó con las actuaciones especiales de Danilo Santos  y Lucero Cortés.

## Sinopsis
Paloma es una novela clásica que trata la historia de una muchacha trabajadora que se enamora de un adinerado heredero de una prestante familia. Ella, de clase humilde, tiene que enfrentar los obstáculos sociales para ver realidad el amor entre ambos.
Varios problemas tiene que superar a causa del abismo económico y social, y como si fuera poco su hermana, una alocada joven se vuelve la amante del papá de su gran amor generando conflictos peores. En síntesis, son dos mundos opuestos y un solo destino. 

## Elenco
- Nelly Moreno - Paloma Martínez-Santamaría
- Edmundo Troya - Juan Felipe Valdivia
- Sandra Eichler - Alejandra Samper
- Ana Bolena Meza - Erika Martínez-Santamaría
- Carlos Barbosa - Fernando Valdivia
- María Eugenia Dávila - Yolanda de Valdivia
- Samara de Córdova - Doña Josefina Vda. de Martínez-Santamaría
- Astrid Junguito -
- Santiago Bejarano - Germán Montero
- Harry Geithner -
- Federico Arango -
- Julieta García - Tatiana Valdivia
- Orlando Pardo - Miguel Ángel
- Danilo Santos  - Santiago
- Lucero Cortés - Lorena
- Leonardo Acosta -
- Iván Rodríguez -
- Maguso -
- Julio Sanchez Coccaro - Santiago "Santi" Martínez-Santamaría
- Sofía Morales -
- Martha Zulay -
- Rosemary Cárdenas -
- Sebastián Ospina -
- Lucero Galindo -
- Ricardo Gómez - Mentepollo
- José Rojas -
- Ruth Mery Carvajal -
- Magaly Pérez -
- Iris Oyola -
- Diana Rojas -
- Eleazar Osorio -
- Juan Carlos Arango -
- Zoraida Duque - Cleotilde
- Bibiana Navas - Nina
- Santiago Rojas - Hijo de Paloma
- María Eugenia Parra - María Camila

## Versiones
- Rosario, telenovela venezolana producida por Venevisión en 1968. Protagonizada por Marina Baura y José Bardina.
- Emilia, telenovela venezolana producida por Tabaré Pérez para Venevisión en 1979. Protagonizada por Elluz Peraza y     Eduardo Serrano.
- Tu mundo y el mío, telenovela argentina producida por Crustel S.A. y la Agrupación Productora Argentina (A.P.A.) en 1987. Protagonizada por Nohely Arteaga y Daniel Guerrero.
- Fabiola, telenovela venezolana producida por Valentina Párraga para Venevisión en 1989, dirigida por Édgar Liendo. Protagonizada por Alba Roversi y Guillermo Dávila.
- María Emilia, querida, telenovela peruana producida por José Enrique Crousillat para América Producciones en 1999. Protagonizada por Coraima Torres y Juan Soler.